# 오오야 마사나
오오야 마사나(일본어: 大矢 真那, 1990년 11월 6일 ~ )는 일본 여성 아이돌 그룹 SKE48의 멤버이다. 산 오피스 소속이고 아이치현 출신이다.

## 개요
- 전 SKE48 팀S 멤버.